# Classe Forrest Sherman
La classe Forrest Shermann è una classe di cacciatorpediniere della United States Navy entrati in servizio negli anni 1950 e rimasti in linea per circa 25 anni, via via con compiti operativi ridotti a causa dell'obsolescenza sempre più manifesta. La classe era costituita da 18 unità, entrate in servizio tra il 1955 e il 1959 e la costruzione della prima nave venne avviata nel 1953.
La maggior parte delle navi della classe fu posta fuori servizio tra il 1982 e il 1983, a eccezione dell'USS Edson dismessa nel 1988. Uno di questi vecchi cacciatorpediniere, nel 1988, l'USS Jonas Ingram, venne usato come bersaglio test per i siluri Mk 48 ADCAP, che raggiunsero il bersaglio affondandolo in mare aperto.

## Caratteristiche
I "Forrest Shermann" derivati dai Mitscher, che però furono completati come fregata, furono i primi cacciatorpediniere americani ad essere costruiti nel dopoguerra, con il primo impostato sugli scali nel 1953, e costituirono una via di mezzo tra vascelli tradizionalmente armati con cannoni, e le nuove navi missilistiche; le unità classe Forrest Sherman erano grandi navi armate essenzialmente con quattro tubi di lancio per siluri da 533mm antinave e antisommergibile, tre cannoni, uno a prua e due a poppa, da 127 mm del tipo Mk 42, quattro cannoni da 76mm e due Hedgehog. Le alberature erano costituiti da due alberi massicci, che sostenevano i nuovi e pesanti radar standard delle navi americane dell'epoca e collocati davanti ai due fumaioli.
Lo scafo, lungo 127 metri era pesante circa 4500 tonnellate a pieno carico, mentre la propulsione con turbine a vapore consentiva i 32 nodi e 4500 miglia di autonomia a 20, abbastanza per attraversare l'Atlantico, anche se non ad alta velocità. L'equipaggio era di circa 333 uomini, di cui 15 ufficiali.

## Ammodernamenti
Nel corso della loro vita operativa queste navi vennero aggiornate nell'armamento. Nel corso degli anni sessanta e settanta gli Hedgehog e i cannoni da 76mm vennero rimossi e ai lanciasiluri da 533mm vennero aggiunti sei tubi lanciasiluri da 324mm in due impianti tripli del tipo MK 32.
Allo scopo di incrementare le capacità antisommergibile, otto unità vennero equipaggiate di sonar a profondità variabile e con un lanciarazzi ottuplo ASROC, montato al posto del secondo cannone da 127mm poppiero.
Altre quattro navi invece vennero modificati in unità missilistiche, mediante l'installazione di una rampa singola Mk13 di missili SM-1MR Standard; su queste navi l'ASROC venne posizionato tra i due fumaioli; il distintivo ottico delle unità convertite in cacciatorpediniere lanciamissili venne cambiato da tre a due cifre.